# ذكرى الرشيدي
ذكرى الرشيدي من مواليد دولة الكويت عام (1970-)، نائب سابق في مجلس الامة الكويتي، وشغلت أيضا منصب وزير الشؤون الاجتماعية سابقا 2012.

## السيرة الذاتية
الدكتورة ذكرى عايد عوض بطي الرشيدي وزير الشؤون الاجتماعية والعمل سابقا.. من مواليد 1970 حاصلة على ليسانس في الحقوق من جامعة الكويت، وماجستير في القانون العام، والدكتوراه في القانون الدستوري، عملت محامية أمام محكمة التمييز والمحكمة الدستورية العليا ومحكمة معتمدة بمركز التحكيم بجمعية المحامين الكويتية وتحظى بعضوية جمعية المحامين الكويتية واتحاد المحامين العرب وعضو جمعية الصحافيين الكويتية وعضو مؤسس للجمعية الكويتية للدفاع عن المال العام وعضو الشبكة القانونية للنساء العربيات، شاركت في انتخابات مجلس الامة الكويتي (ديسمبر 2012) وحصلت علي المركز الخامس بعدد اصوات (1283) وفازت، كما عينت وزيرة للشؤون الاجتماعية والعمل في الحكومة ال32 في ديسمبر 2012.

## المؤهلات العلمية
- ليسانس في الحقوق من جامعة الكويت - يناير 1993 م.
- دبلوم الدراسات العليا في القانون العام من جمهورية مصر العربية.
- ماجستير في القانون الإداري من جمهورية مصر العربية.
- رسالة الدكتوراة في القانون الدستوري جامعة القاهرة.
- حاصلة على شهادة في التحكيم والملكية الفكرية من كلية الحقوق - جامعة عين شمس.
- حاصلة على شهادة مركز التحكيم التجاري لدول مجلس التعاون دول الخليج العربية.
- حاصلة على شهادة من الغرفة العربية للتوفيق والتحكيم في القاهرة.
- حاصلة على شهادة من وزارة الخارجية الأمريكية عن برنامج قانوني.

## الخبرات العلمية
- المشاركة في هيئة الدفاع بشأن تفسير المادة (99) من الدستور أمام المحكمة الدستورية.
- المشاركة في مؤتمر مدينة ديربن جنوب أفريقيا عن ((مكافحة العنصرية والتمييز العنصري وكراهية الأجانب)).
- المشاركة في مؤتمر المرأة الكويتية والتشريعات الوطنية - لجنة شئون المرأة بمجلس الأمة.
- مشاركة في ندوة الاتجاهات الحديثة للتحكيم في التشريعات العربية دمشق.
- مشاركة في برامج تدريبية منها المشكلات العملية لعقود المقاولات - سلطنة عمان.
- مشاركة في الدورة الوطنية السنوية للتدريب في مجال القانون الدولي الإنساني.
- مشاركة في الدورة الخامسة لتأهيل المحكمين العرب بأحدث المستجدات المعاصرة - القاهرة.
- مشاركة في الاجتماع السنوي الثاني للشبكة القانونية للنساء العربيات مع نقابة المحامين الأمريكيين -الجزائر.
- مشاركة في ورش عمل عن المرأة الحقوقية وسيادة القانون -الجزائر.
- مشاركة في الدورة التأهيلية للملكية الفكرية بالتعاون مع اتحاد المحامين العرب.
- المشاركة وإبداء الرأي في توجهات خطة التنمية في مجال المرأة الخطة الخمسية في مجال المرأة 2006/2007-2010/2011.
- المشاركة مع جمعيات النفع العام واللجان النسائية في المطالبة بالحقوق السياسية للمراة.
- مشاركة ومحاضرة في المؤتمرات والندوات والحلقات النقاشية للمرأة الكويتية.
- الكتابة في العديد من الصحف والمجلات وفي مجال القضايا القانونية التي تهم المرأة والمجتمع.
- إعداد وتقديم فقرات قانونية فيما يتعلق بالمرأة والقانون والمجتمع بتلفزيون دولة الكويت.
- إعداد وتقديم البرنامج الإذاعي استشارات قانونية - سابقا.

## الخبرات الوطنية
- محامية مترافعة لدى محكمة التمييز والمحكمة الدستورية العليا منذ مارس 1993م.
- مُحَكِّمَة معتمدة بسجل المحكمين بجمعية المحامين الكويتية.
- عضوية الجمعيات القانونية الأهلية.
- عضوة جمعية المحامين الكويتيين منذ مارس 1993م.
- عضوة باتحاد المحامين العرب.
- عضوة بجمعية الصحفيين الكويتية.
- عضوة من المؤسسين للجمعية الكويتية للدفاع عن المال العام.
- عضوة في نادي الفتاة الرياضي.
- عضوة بمجلس إدارة الجمعية الكويتية للدفاع عن الدستور والمشروعية.. تحت التأسيس.
- عضوة الهيئة الاستشارية لمشروع المركز الوطني للتعامل مع العنف - مكتب الإنماء الاجتماعي - الديوان الأميري.
- رئيسة للجنة المرأة في جمعية المحامين الكويتية “سابقا” عام 2000.
- مسئولة الاتصال والممثل لجمعية المحامين الكويتية لمنتدى المحاميات العربيات - سابقا.
- عضوة في الشبكة القانونية للنساء العربيات.